# إبراهيم بن عبد الله الهروي
أبو إسحاق إبراهيم بن عبد الله ابن حاتم البغدادي المعروف بالهروي. من أئمة ورواة الحديث، ولد في هراة ثم انتقل إلى بغداد، وكان صالحا زاهدا عابدا متعففا، كبير القدر. وكان حافظا مجودا، من أعلم الناس بحديث هشيم، وأثبتهم فيه. قد قال الذهبي: توفي في سر من رأى، في شهر رمضان سنة أربع وأربعين ومائتين. وله نيف وتسعون سنة.

## روايته للحديث النبوي
- سمع: إسماعيل بن جعفر الأنصاري، وعبد الرحمن بن أبي الزناد، وعبد العزيز الدراوردي، وهشيم بن بشير، وأبا إسماعيل المؤدب، وطبقتهم.
- حدث عنه: الترمذي، وابن ماجه، وابن أبي الدنيا، وأبو يعلى الموصلي، وجعفر الفريابي، وأحمد بن فرح المفسر، وموسى بن هارون، وأبو بكر الباغندي، وأحمد بن الحسين الصوفي الصغير، وآخرون.

- روى عنه: صالح جزرة، وقال: ما مر حديث لهشيم إلا وقد سمعته عشرين مرة أو أكثر، وكنت أوقفه، كنت أسمع منه مع سعيد الجوهري والد إبراهيم .ثم قال صالح جزرة: أعلم الناس بحديث هشيم عمرو بن عون، وإبراهيم بن عبد الله.
- الجرح والتعديل: قال أبو الفتح الأزدي: ثقة صدوق إلا أنه رديء المذهب، زائغ، وما سمعت أحدا يذكره إلا بخير. وقال أبو حاتم الرازي: شيخ. وقال أبو داود السجستاني: ضعيف. وقال أبو زرعة الرازي: صدوق في الحديث. وقال أحمد بن شعيب النسائي: ليس بالقوي. وقال إبراهيم بن إسحاق الحربي: كان حافظا متقنا تقيا ما كان هاهنا أحد مثله. وقال ابن حجر العسقلاني: صدوق حافظ. وقال الدراقطني: ثقة ثبت. وقال الذهبي: الحافظ. وقال صالح بن محمد جزرة: صدوق. وقال مصنفوا تحرير تقريب التهذيب: ثقة ضعفه أبو داود والنسائي لأنه كان ممالئا للمعتزلة في المحنة، وهو مما لا يعد من الجرح المعتبر. وقال يحيى بن معين: لا بأس به.[3]